# Dalia Itzik
Dalia Itzik (Hebreeuws: דליה איציק) (Jeruzalem, 20 oktober 1952) is een Israëlische politica en voormalig onderwijzeres.
Van 4 mei 2006 tot 24 februari 2009 was zij parlementsvoorzitter van de Knesset. Daarnaast was zij van 25 januari tot 15 juli 2007 waarnemend president vanwege het verlof dat de in opspraak geraakte president Moshe Katsav voor drie maanden was toegekend. Hiermee is zij in de Israëlische politiek de eerste vrouw die deze ambten heeft bekleed.

## Afkomst, opleiding en maatschappelijke carrière
Itzik werd geboren in een arme en kinderrijke Jeruzalemse familie. Haar ouders waren afkomstig uit Irak. Zij verzocht en verkreeg een ontzegging van de verplichte militaire dienst voor vrouwen op grond van religieuze redenen waardoor ze reeds vroeg aan een lerarenopleiding aan de Efrata Teachers Seminary kon beginnen.
Toen ze lerares was, behaalde ze een bachelor of Arts in de letteren en geschiedenis aan de Hebreeuwse Universiteit van Jeruzalem. Ook behaalde ze een academische graad in de rechten aan het Centrum voor Interdisciplinaire Studies in Herzliyya.
Van 1974 tot 1982 was ze onderdirecteur van een school in Jeruzalem. Vervolgens was ze van 1982 tot 1988 voorzitter van de Jeruzalemse vakbond van leraren. Daarna was ze van 1988 tot 1991 bestuurslid van de Israel Broadcasting Authority, de publieke staatsomroep van Israël. Verder had ze van 1990 tot 1991 een bestuurlijke functie bij een Jeruzalems theater.

## Politieke carrière

### Arbeidspartij
Zij werd lid van de Arbeidspartij en gemeenteraadslid in Jeruzalem voor de lokale lijst van deze politieke partij, Eén Jeruzalem. Als viceburgemeester onder Teddy Kollek was zij belast met onderwijsaangelegenheden. Als viceburgemeester raakte ze in contact met Shimon Peres van wie ze later een vertrouwelinge zou worden.
Haar eerste landelijke activiteiten voor de Arbeidspartij betroffen het lidmaatschap van het juridisch panel en van het centraal comité (1985-1991) van de partij.
In 1992 werd zij in de voorverkiezingen van de Arbeidspartij op de 25e plaats van de kieslijst gekozen en kwam ze na de verkiezingen in het parlement terecht. Hierin heeft ze sindsdien bijna onafgebroken zitting gehad. Ze zat in diverse parlementaire commissies waaronder die van onderwijs en cultuur, wetenschap en technologie en vrouwenemancipatie.
Van 1999 tot 2001 was zij eveneens minister van milieu in de regering van premier Ehud Barak, vervolgens was ze tot 2002 minister van industrie en handel in de eerste regering van premier Ariel Sharon. In 2005 was zij minister van communicatie in diens tweede regering. In 2005 was zij de campagneleidster van Peres die een niet-geslaagde poging naar een voortzetting van zijn leiding over de Arbeidspartij deed.

### Kadima
Nadat Peres van Amir Peretz had verloren leek haar positie binnen de kieslijst van de Arbeidspartij op de tocht te staan. Peres die naar Sharons nieuwe partij Kadima wilde overstappen wist te bedingen dat als Kadima hem wilde hebben ze ook een plaats op hun lijst moesten inruimen voor haar. Kadima ging hiermee akkoord en Itzik maakte op 27 november 2005 haar overstap bekend.

### Knessetvoorzitter
In januari 2006 verliet ze het parlement om in april 2006 voor haar nieuwe partij terug te keren. Zij werd verkozen tot het ambt van parlementsvoorzitster (als opvolgster van Reuven Rivlin) en verving als zodanig vanaf eind januari 2007 president Katsav tijdens zijn verlof. Geruchten dat zij zelf de post van president zou ambiëren, heeft zij van de hand gewezen. Shimon Peres werd in juni 2007 als nieuwe president gekozen en volgde haar midden juli 2007 op. Bij de installatie van de nieuwe Knesset werd zij eind februari 2009 door Michael Eitan als waarnemend parlementsvoorzitter opgevolgd.

### Uit de Knesset en presidentsverkiezingen
Eind 2012 deelde ze mee een pauze in haar politieke carrière in te lassen vanwege de lage stand van Kadima in de verkiezingspeilingen en daarom niet mee te zullen doen aan de verkiezingen van januari 2013 voor de 19e Knesset.
Wel poogde ze in 2014 nog tot president te worden verkozen maar met 28 stemmen kwam ze niet verder dan de derde plaats.

## Privé
Dalia Itzik is getrouwd en heeft drie kinderen.